# Elezioni presidenziali in Iran del 1993
Le elezioni presidenziali in Iran del 1993 si sono tenute l'11 giugno. Esse hanno visto la vittoria di Ali Akbar Hashemi Rafsanjani dell'Associazione dei Chierici Militanti, che ha sconfitto l'Indipendente Ahmad Tavakkoli.

## Risultati
| Candidati                    | Partiti                             | Voti       | %     |
| ---------------------------- | ----------------------------------- | ---------- | ----- |
| Ali Akbar Hashemi Rafsanjani | Associazione dei Chierici Militanti | 10 449 933 | 64,00 |
| Ahmad Tavakkoli              | Indipendente                        | 3 972 201  | 24,33 |
| Abdollah Jassbi              | Indipendente                        | 1 511 574  | 9,26  |
| Rajabali Taheri              | Indipendente                        | 394 981    | 2,42  |
| Totale                       | Totale                              | 16 328 689 | 100   |